# 昨天今天明天 愛星光精選
《昨天今天明天 愛星光精選》由臺灣歌壇星光幫成員，林宥嘉、周定緯、潘裕文、楊宗緯（僅參與新曲〈多餘〉，不參與〈總在我身旁〉歌曲）、劉明峰、許仁杰、謝震廷、李宣榕、安伯政與徐宛鈴（僅參與合唱歌曲〈總在我身旁〉），共同錄製的第二張也是最後一張合輯。
此張合輯由華研國際音樂製作，在2007年10月5日正式發行。合輯中，除了收錄九首星光幫在《超級星光大道》比賽中的曲目，還收錄了華研唱片所簽下的四位星光幫成員：林宥嘉、周定緯、潘裕文、許仁杰，每人一首量聲打造的全新歌曲，作為他們未來個人音樂事業的起步。而先前楊宗緯為電影《沉睡的青春》演唱的主題曲，也是他個人的第一首全新單曲〈多餘〉，亦收錄其中。
為了延續星光精神，合輯中同樣收錄了一首全體合唱歌曲〈總在我身旁〉，本首歌係為闡揚公益而創作，期望藉由星光幫的歌聲，傳達出更多正面力量。在歌聲中唱道：「每當我需要依靠你，你一定會在這裡，有你的地方就有陽光，你總會在我身旁」，除了忠實傳達星光幫成員間互相扶持、彼此友愛的美好情誼外，也希望透過這首充滿愛的歌曲，讓人與人之間互相相愛、扶持及信任。
盧學叡因為在準備個人第一張專輯，再加上所屬公司對他另有規劃，不參與錄製，而楊宗緯因為身陷第一次合約風波，僅有新歌〈多餘〉，不參與大合唱的錄製，徐宛鈴受邀參與大合唱錄製，所以僅有9個人演出

## 宣傳活動
華研唱片發起『每日一心.日行一善』的活動，呼籲歌迷朋友從日常生活中的小小善行開始，每天至少做一件有益他人的好事，並在網路上募集一百萬件好事，以簽名海報與「星心相印音樂會」的免費入場做為誘因，鼓勵歌迷朋友積極響應。
這一系列活動由10月28日的『星心相印公益園遊會』拉開序幕，星光幫將協助九個公益團體在現場介紹與推廣公益理念，也號召歌迷朋友加入義工行列或自由捐助。

## 實體包裝
- 昨天今天明天音樂CD（2片裝）
- DVD，收錄10強紀念合輯大合唱曲〈總在我身旁〉MV、楊宗緯〈多餘〉MV，和三段精彩花絮

## 曲目
| 曲序 | 曲名               | 作詞                                                 | 作曲                                           | 備註 |
| ---- | ------------------ | ---------------------------------------------------- | ---------------------------------------------- | --- |
| 1    | 《總在我身旁》     | 張敬軒                                               | Rolf Lovland                                   | 首波主打 林宥嘉、周定緯、潘裕文、安伯政、李宣榕、謝震廷、劉明峰和徐宛鈴 大合唱                                  |
| 2    | 《我不會唱歌》     | 鄭楠、施人誠                                         | 鄭楠                                           | 第三主打 周定緯 新歌                                                                                            |
| 3    | 《那首歌》         | 鄔裕康、左宏元                                       | 郭子、左宏元                                   | 第二主打 林宥嘉 新歌                                                                                            |
| 4    | 《多餘》           | 石裕博                                               | 石裕博                                         | 第六主打 楊宗緯 新歌（電影「沉睡的青春」主題曲）                                                                |
| 5    | 《捕夢人》         | 呂怡青                                               | Victor Lau                                     | 第四主打 潘裕文 新歌                                                                                            |
| 6    | 《不安靜的夜》     | 陳震                                                 | 關大洲                                         | 第五主打 新歌                                                                                                   |
| 7    | 《你的背包》       | 林夕                                                 | 蔡政勳                                         | 安伯政 原唱：陳奕迅 翻歌                                                                                        |
| 8    | 《你是我的眼》     | 蕭煌奇                                               | 蕭煌奇                                         | 林宥嘉 原唱：蕭煌奇 翻歌                                                                                        |
| 9    | 《天使忌妒的生活》 | 鄔裕康                                               | 曹格                                           | 原唱：曹格 翻歌                                                                                                 |
| 10   | 《離人》           | 厲曼婷                                               | 何家文                                         | 潘裕文 原唱：張學友、林志炫 翻歌                                                                                |
| 11   | 《預感》           | 李瑞 、白進法                                        | 吳旭文                                         | 周定緯 原唱：陳奕迅 翻歌                                                                                        |
| 12   | 《愛上了一條街》   | 謝孟娟                                               | 牧野信博                                       | 李宣榕 原唱：蔡依林 翻歌                                                                                        |
| 13   | 《我可以》         | 林唯 、蔡旻佑                                        | 蔡旻佑                                         | 謝震廷 原唱：蔡旻佑 翻歌                                                                                        |
| 14   | 《走鋼索的人》     | 易家揚                                               | 李泉                                           | 林宥嘉 原唱：李泉 翻歌                                                                                          |
| 15   | 《依戀》           | 劉明峰                                               | 劉明峰                                         | 劉明峰 創作曲 新歌                                                                                              |
| 16   | 《星光閃耀》       | 鄭楠、施人誠、鄔裕康、左宏元、石裕博、呂怡青 、 陳震 | 鄭楠、郭子、左宏元、石裕博、Victor Lau、關大洲 | 新歌大合輯 林宥嘉、楊宗緯、周定緯、潘裕文、許仁杰、 《那首歌》+《多餘》+《我不會唱歌》 《捕夢人》+《不安靜的夜》mix版 |

## 相關連結
- 星光同學會—超級星光大道10強紀念合輯
- 2007年音樂

## 外部連結
- 華研唱片合輯介紹
- HitoRadio 唱片介紹